# Barbara Hanrahan
Barbara Hanrahan (* 6. September 1939 in Adelaide, South Australia; † 1. Dezember 1991 ebenda) war eine australische Grafikerin und Schriftstellerin.

## Leben und Wirken

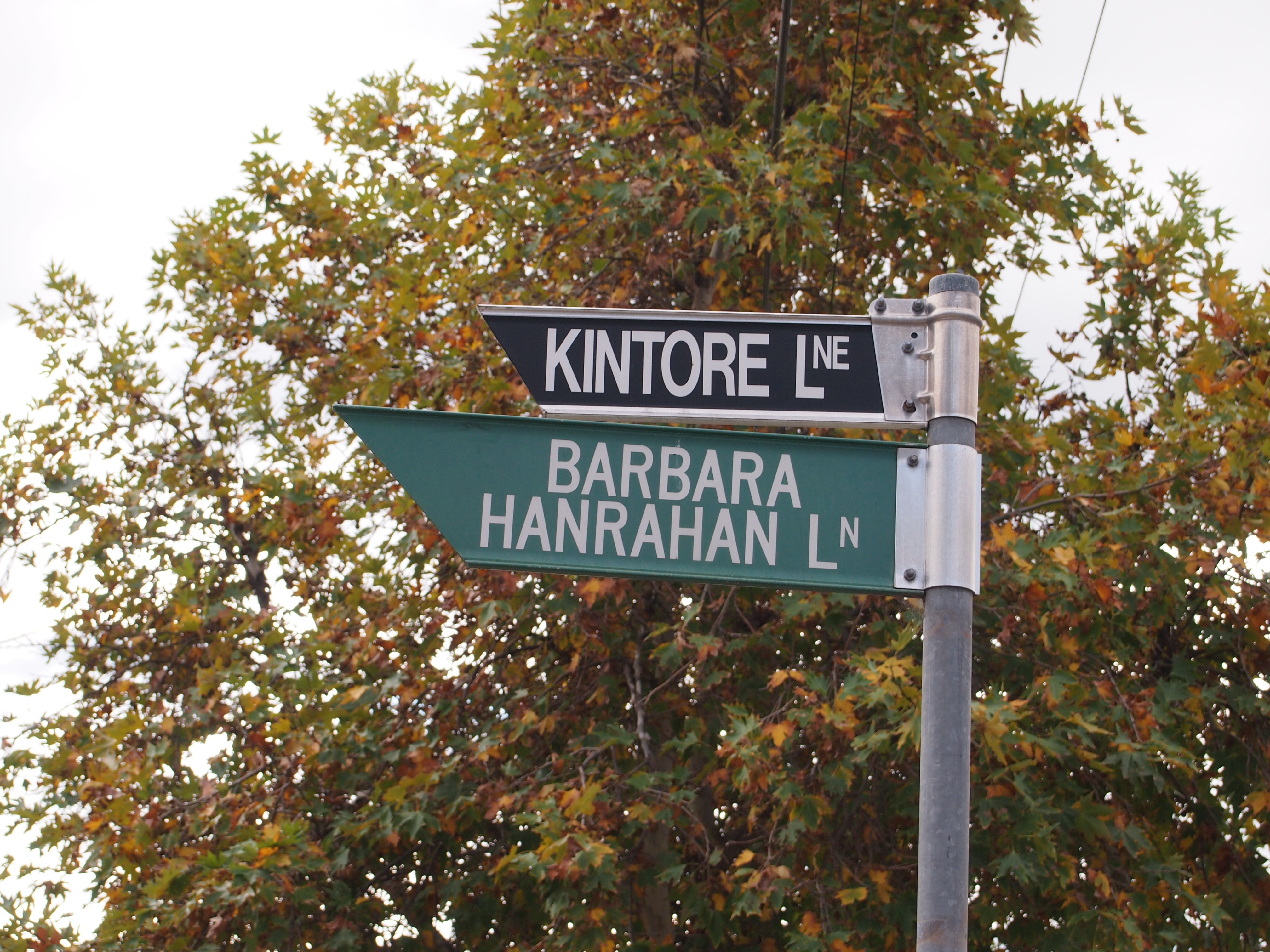
Barbara Hanrahan Lane in Thebarton

Nach ihrer Kindheit und Jugend in Australien, wo sie 1960 eine Ausbildung zur Kunstlehrerin abschloss, ging Hanrahan 1963 nach London, wo sie am Royal College of Art studierte. Ihre Grafik, die von der Kunst der Māori beeinflusst ist, wurde in der Folge weltweit ausgestellt. Bis in die 1980er Jahre lebte sie meist in England, bevor sie nach Australien zurückkehrte.
1973 veröffentlichte sie ihren ersten Roman The Scent of Eucalyptus, in dem sie ihre australische Kindheit reflektierte. Ihr letzter Roman Michael and Me and the Sun erschien 1992, ein Jahr nach ihrem Tod. Ein wesentliches Thema ihres Werks, in dem oft grafische und literarische Ausdrucksformen kombiniert sind, waren Beziehungen unter Frauen. Zudem findet sich in ihren Arbeiten eine religiöse Komponente. Sie gilt als „eine der wenigen australischen Schriftstellerinnen, die ihre individuelle Kreativität öffentlich in eine Beziehung zu Gott stellten, wodurch sie sich als spirituelle Autorin lesen lässt.“
Mit Patrick White und Peter Carey wird Hanrahan zu den bedeutenden Erzählern des australischen Lebens der Moderne gerechnet. Hanrahan erkrankte an Krebs, an dem sie schließlich verstarb. Ihr Arzt war bis zu seinem Tod 1986 Ainslie Meares, ein australischer Psychiater und Hypnotherapeut, der sie zur Schmerzlinderung Methoden der Meditation lehrte und künstlerischen und persönlichen Einfluss auf sie gewann.

## Werke
- The Scent of Eucalyptus (1973)
- Sea-Green (1974)
- The Albatross Muff (1977)
- Where the Queens All Strayed (1978)
- The Peach Groves (1980)
- The Frangipani Gardens (1980)
- Dove (1982)
- Kewpie Doll (1984)
- Annie Magdalene (1985)
- Dream People (1987)
- A Chelsea Girl (1987)
- Flawless Jade (1989)
- Iris in her Garden (1991)
- Michael and Me and the Sun (1992)
- Good Night Mr Moon (1992)
- The Diaries of Barbara Hanrahan. Hrsg. von Elaine Lindsay (1998)